# Société genevoise d’instruments de physique (SIP)
SIP ist ein Schweizer Hersteller für Bearbeitungszentren zum spanenden Bearbeiten hochpräziser Bauteile. Das Unternehmen wurde 1862 als Société genevoise d’instruments de physique zur Herstellung wissenschaftlicher Instrumente in Genf gegründet. Nach schweren Krisenjahren gehört SIP seit 2006 zur Starrag Group in Rorschacherberg.
Aus zwei ehemaligen Produktionsgebäuden entstand nach 1987 das Bâtiment d’art contemporain (BAC) im Genfer Stadtteil Plainpalais. Es ist heute ein städtisches Kulturzentrum, das Sammlungen und Museen der zeitgenössischen Kunst unter einem Dach versammelt. Wichtigste Nutzer sind das Musée d’art moderne et contemporain (MAMCO) und die Genfer «Kunsthalle», das Centre d’art contemporain Genève (CAC).

## Standorte
Das Unternehmen produzierte 131 Jahre lang am Standort Plainpalais. Im Jahr 1917 wurde die so genannte «Kathedrale» in Châtelaine als zweiter Standort erbaut. 1990 zog das Unternehmen in das Industriegebiet von Meyrin-Satigny um, inzwischen hat das Unternehmen seinen Sitz in Vuadens.

## Produkte
- drei- bis fünfachsige Ultrapräzisions-Fräsbearbeitungszentren
- die Sparte Messinstrumente wurde 2005 verkauft.

## Geschichte

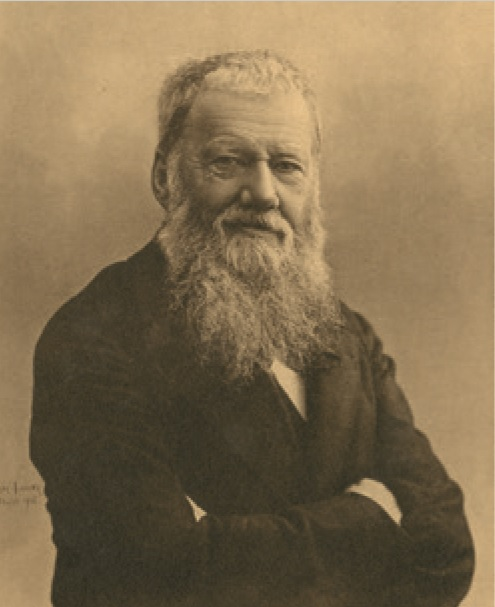
Marc Thury

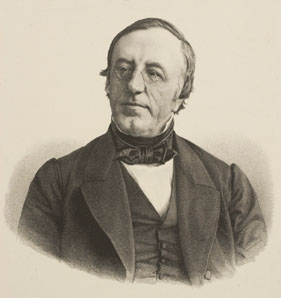
Auguste Arthur de la Rive

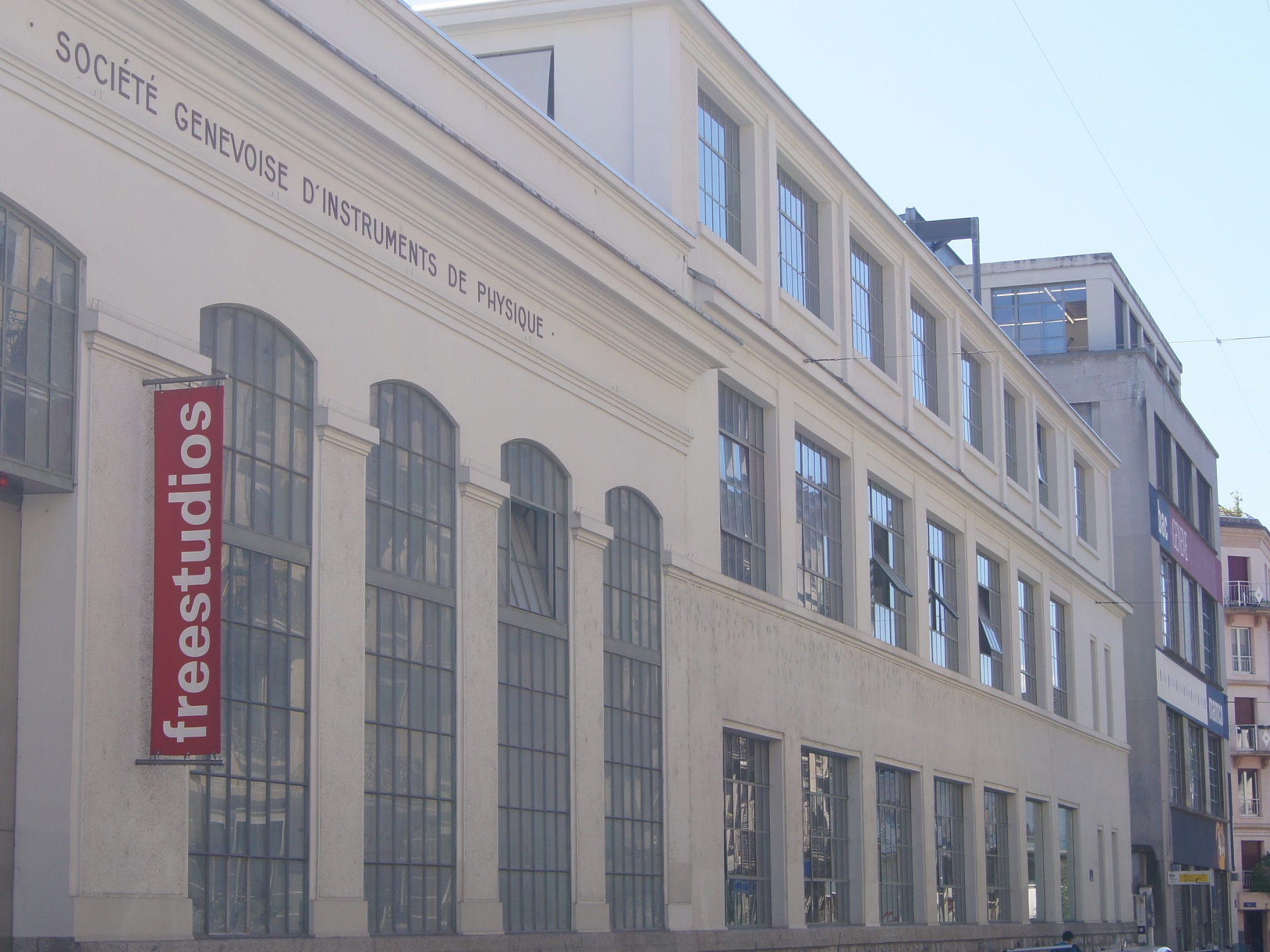
Die Gebäude F, E und D (MAMCO; von links nach rechts)

Die Société genevoise d’instruments de physique wurde 1862 von den beiden Genfer Gelehrten Auguste de la Rive und Marc Thury zur Herstellung wissenschaftlicher Instrumente gegründet. Seit 1870 wurden auch Hydromotoren, Kälteanlagen, Stromzähler und Präzisionslineale hergestellt. 1889 erhielt die Firma eine von zwölf Platin-Iridium-Kopien des Urmeters in Paris.
1921 entwickelte die SIP mit der Lehrenbohrmaschine Machine à pointer die erste in Serie produzierte Werkzeugmaschine. Sie war die erste Maschine ihrer Art, die Fertigungsgenauigkeiten im Bereich von Tausendstelmillimetern (μm) erlaubte. Das Unternehmen wurde einer der angesehensten Maschinenbauer Europas und beschäftigte 1969 etwa 1600 Mitarbeiter an zwei Standorten. Mit dem Bâtiment D entstand 1958 das letzte Gebäude in Plainpalais.
In den folgenden Jahren verschlechterte sich die Situation am Markt zunehmend. Präzision in der Fertigung konnte zunehmend durch die vielfältigen Kompensationsmöglichkeiten von CNC-Steuerungen erreicht werden. SIP hatte Schwierigkeiten, sich an die Veränderungen in der Branche anzupassen. In den 1980er Jahren wurden die Gebäude in Plainpalais nach und nach verkauft. 1987 erwarb die Stadt Genf die Gebäude «C» und «D», um einen Raum für Kunstausstellungen im Zentrum der Stadt zu schaffen. Als Bâtiment d’art contemporain (BAC) ist es heute ein Kulturzentrum, dessen industrielle Vergangenheit sichtbar erhalten wurde. Als wichtigster Nutzer konnte dort 1994 das Musée d’art moderne et contemporain (MAMCO) eröffnet werden.
Der Standortwechsel im Jahr 1990 nach Satigny erwies sich als weit teurer als geplant. Weltweite Krisenjahre im Werkzeugmaschinenmarkt waren die Folge des Zweiten Golfkriegs. Zwischen 1996 und 2005 erfolgten drei Insolvenzen unter verschiedenen Eigentümern. Da jedoch das innovative Potential nach wie vor vorhanden war, kaufte 2006 StarragHeckert die SIP. Diese hatte damals nur noch etwa vierzig Mitarbeiter. Inzwischen firmiert das Unternehmen gemeinsam mit Bumotec als Starrag Vuadens SA innerhalb der Starrag Group.